# Valdoraptor
Valdoraptor ("lupič z Wealdenu") byl rod středně velkého teropodního dinosaura, žijícího v období spodní křídy (stupeň barrem, asi před 127 až 121 miliony let) na území dnešní Velké Británie (ostrov Isle of Wight).

## Popis
Valdoraptor dosahoval zřejmě délky kolem 5 metrů, byl tedy středně velkým teropodem.

## Historie a systematika
Typový exemplář V. oweni byl původně popsán jako Megalosaurus oweni v roce 1889 paleontologem Richardem Lydekkerem. V roce 1991 byl tento taxon překlasifikován a určen jako typový druh pro samostatný rod Georgem Olshevskym. Celý rod je znám pouze podle několika kostí dolních končetin (metatarsu), jeho taxonomické zařazení tak není zcela jisté. Mohlo by jít také o zástupce kladu Ornithomimosauria (tzv. pštrosího dinosaura).